# Macaulay River
Der Macaulay River ist ein Gebirgsfluss in den Neuseeländischen Alpen. Er zählt zur Region Canterbury auf der Südinsel von Neuseeland.

## Geographie
Der Macaulay River hat sein Quellgebiet an der Südwestflanke des 2133 m hohen East Sentinel. Von dort aus fließt er zwischen dem Sibbald Range im Westen und dem Two Thumb Range im Osten direkt südwärts, um dann in einem leichten Rechtsschwenk in das verzweigte Flusssystem des Godley River zu münden. Auf der unteren Hälfte seiner Strecke verzweigt sich der Macaulay River ebenfalls und bildet in seinem Mündungsgebiet ein alpines Flussdelta aus.